# Aconura paraconurae
Aconura paraconurae är en insektsart som beskrevs av Dlabola 1961. Aconura paraconurae ingår i släktet Aconura och familjen dvärgstritar. Inga underarter finns listade i Catalogue of Life.